# Pseudolucia
Pseudolucia is een geslacht van vlinders van de familie van de Lycaenidae, uit de onderfamilie van de Polyommatinae. De wetenschappelijke naam en de beschrijving van dit geslacht werden voor het eerst in 1945 gepubliceerd door Vladimir Nabokov. De soorten van dit geslacht komen voor in Zuid-Amerika.

## Soorten
- Pseudolucia andina (Bartlett-Calvert, 1894)
- Pseudolucia annamaria Bálint & Johnson, 1993
- Pseudolucia argentina (Balletto, 1993)
- Pseudolucia arauco Bálint, Benyamini & Johnson, 2001
- Pseudolucia asafi Benyamini, Bálint & Johnson, 1995
- Pseudolucia aureliana Bálint & Johnson, 1993
- Pseudolucia avishai Benyamini, Bálint & Johnson, 1995
- Pseudolucia barrigai Benyamini & Bálint, 2011
- Pseudolucia benyamini Bálint & Johnson, 1995
- Pseudolucia charlotte Bálint & Johnson, 1993
- Pseudolucia chilensis (Blanchard, 1852)
- Pseudolucia clarea Bálint & Johnson, 1993
- Pseudolucia collina (Philippi, 1860)
- Pseudolucia dubi Bálint, 2001
- Pseudolucia faundezi Benyamini & Bálint, 2011
- Pseudolucia grata (Köhler, 1934)
- Pseudolucia hazeorum Bálint & Johnson, 1993
- Pseudolucia henyah Bálint, Benyamini & Johnson, 2001
- Pseudolucia humbert Bálint & Johnson, 1995
- Pseudolucia johnsoni Benyamini & Bálint, 2011
- Pseudolucia kechico Bálint, Benyamini & Johnson, 2001
- Pseudolucia kinbote Bálint & Johnson, 1993
- Pseudolucia lanin Bálint & Johnson, 1993
- Pseudolucia luzmaria Benyamini & Bálint, 2011
- Pseudolucia magellana Benyamini, Bálint & Johnson, 1995
- Pseudolucia maricunga Bálint & Benyamini, 2013
- Pseudolucia munozae Benyamini & Bálint, 2011
- Pseudolucia neuqueniensis Bálint & Johnson, 1995
- Pseudolucia oligocyanea (Ureta, 1956)
- Pseudolucia oraria Bálint & Benyamini, 2001
- Pseudolucia parana Bálint, 1993
- Pseudolucia patago (Mabille, 1889)
- Pseudolucia penai Bálint & Johnson, 1993
- Pseudolucia plumbea (Butler, 1881)
- Pseudolucia scintilla (Balletto, 1993)
- Pseudolucia shapiroi Bálint & Johnson, 1995
- Pseudolucia sibylla (Kirby, 1871)
- Pseudolucia sigal Benyamini & Bálint, 2011
- Pseudolucia talia Bálint, Benyamini & Johnson, 1995
- Pseudolucia tamara Bálint & Johnson, 1995
- Pseudolucia ugartei Bálint & Benyamini, 2001
- Pseudolucia valentina Benyamini & Bálint, 2011
- Pseudolucia vera Bálint & Johnson, 1993
- Pseudolucia whitakeri Bálint & Johnson, 1995
- Pseudolucia zina Benyamini, Bálint & Johnson, 1995
- Pseudolucia zoellneri Benyamini & Bálint, 2011